# Доленє Поляне
Доленє Поляне (словен. Dolenje Poljane) — поселення в общині Лошка Долина, Регіон Нотрансько-крашка, Словенія. Висота над рівнем моря: 874,5 м.